# 7220
7220 ist das siebte Studioalbum des US-amerikanischen Rappers Lil Durk. Es erschien am 11. März 2022 über das Label Alamo Records und Sony Music Entertainment. Genau eine Woche später am 18. März erschien eine Reloaded Edition mit einem neuen Song. Eine Deluxe-Edition mit dreizehn weiteren Tracks wurde am 24. Juni 2022 veröffentlicht.

## Hintergrund
7220 bezieht sich auf die Adresse des Hauses der Großmutter des Rappers. Dort wuchs er zusammen mit seinen Geschwistern und seiner Mutter auf, nachdem sein Vater verhaftet worden war. In dem Album spricht der Rapper über seine Vergangenheit und über seine persönlichen Verluste.

## Covergestaltung
Das Albumcover zeigt ein Kindheitsfoto des Rappers. Das Cover der Reloaded Edition zeigt dasselbe Foto jedoch in einer anderen Farbe. Für die Deluxe Edition wurde ein anderes Foto aus der Jugend des Rappers verwendet.

## Titelliste
| #  | Titel                      | Gastmusiker   | Produzenten                                | Länge |
| -- | -------------------------- | ------------- | ------------------------------------------ | ----- |
| 1  | Started From               |               | Touch of Trent, Haze                       | 2:01  |
| 2  | Headtaps                   |               | Touch of Trent                             | 2:53  |
| 3  | Ahhh Ha                    |               | Southside, TM88                            | 3:06  |
| 4  | Shootout @ My Crib         |               | DJ Bandz, DJ FMCT                          | 2:33  |
| 5  | Golden Child               |               | Cupbeatz, Hitmaka                          | 1:54  |
| 6  | No Interviews              |               | Touch of Trent, Hoops                      | 2:59  |
| 7  | Petty Too                  | Future        | DJ Young Pharaoh, Irocconthebeat, Zypitano | 2:39  |
| 8  | Barbarian                  |               | Dmac, Lam, Pluto Brazy                     | 2:29  |
| 9  | What Happened To Virgil    | Gunna         | Chopsquad DJ                               | 3:01  |
| 10 | Grow Up/Keep It on Speaker |               | Morse, Chase Davis, Will-A-Fool            | 3:16  |
| 11 | Smoking & Thinking         |               | DJ Bandz, DJ FMCT                          | 2:27  |
| 12 | Blocklist                  |               | DJ Bandz, DJ FMCT                          | 2:06  |
| 13 | Difference Is              | Summer Walker | Touch of Trent, AyeTM                      | 3:13  |
| 14 | Federal Nightmares         |               | Touch of Trent, Tahj Money                 | 2:31  |
| 15 | Love Dior Banks            |               | Ayo Bleu, Turn Me Up Josh                  | 3:11  |
| 16 | Pissed Me Off              |               | MatthewFM                                  | 2:03  |
| 17 | Broadway Girls             | Morgan Wallen | Charlie Handsome, Reeves                   | 3:05  |

Bonustrack der Reloaded-Edition
| # | Titel              | Gastmusiker | Produzenten               | Länge |
| - | ------------------ | ----------- | ------------------------- | ----- |
| 1 | Computer Murderers |             | Touch of Trent, TrillBans | 2:20  |

Bonustracks der Deluxe-Edition
| #  | Titel                  | Gastmusiker                      | Produzenten                                 | Länge |
| -- | ---------------------- | -------------------------------- | ------------------------------------------- | ----- |
| 1  | So What                |                                  | Young T, Grayson, MatthewFM                 | 2:57  |
| 2  | Huuuh                  |                                  | Gxsha, LowLowTurnThatUp, Jusvibes           | 2:54  |
| 3  | Hear It Back           | Moneybagg Yo                     | Beezo, Louie Montana, Marko Lenz            | 2:14  |
| 4  | Selling Lashes         |                                  | MatthewFM                                   | 2:21  |
| 5  | Burglars & Murderers   | EST Gee                          | Chopsquad DJ                                | 2:40  |
| 6  | Risky                  |                                  | Chopsquad DJ                                | 3:38  |
| 7  | Did Shit To Me         | Doodie Lo                        | STG Beats, Jimmy Meech, DJ Bandz            | 2:36  |
| 8  | Smurk Outta Here       |                                  | SirFredo, Wheezy                            | 1:48  |
| 9  | IYKYK                  | Ella Mai, A Boogie wit da Hoodie | Touch of Trent, Tahj Money                  | 3:03  |
| 10 | Unhappy Father's Day   |                                  | Jusvibes, Aye Peewee                        | 3:27  |
| 11 | Expedite This Letter   |                                  | John Luther, DB, Wheezy                     | 2:23  |
| 12 | Two Hours From Atlanta |                                  | Chopsquad DJ                                | 2:29  |
| 13 | Hearing Sirens         |                                  | Ayo Bleu, J Thrash On The Track, Aye Peewee | 2:29  |

## Singleauskopplungen
| Jahr | Titel                                      | Höchstplatzierung, Gesamtwochen, AuszeichnungChartplatzierungen (Jahr, Titel, , Platzierungen, Wochen, Auszeichnungen, Anmerkungen) | Höchstplatzierung, Gesamtwochen, AuszeichnungChartplatzierungen (Jahr, Titel, , Platzierungen, Wochen, Auszeichnungen, Anmerkungen) | Höchstplatzierung, Gesamtwochen, AuszeichnungChartplatzierungen (Jahr, Titel, , Platzierungen, Wochen, Auszeichnungen, Anmerkungen) | Anmerkungen                                                                        |
| Jahr | Titel                                      | UK | US | R&B | Anmerkungen                                                                        |
| --- | ------------------------------------------ | --- | --- | --- | ---------------------------------------------------------------------------------- |
| 2021 | Pissed Me Off 7220                         | — | US39 Platin · (… Wo.)US | R&B10 (… Wo.)R&B | Erstveröffentlichung: 15. Oktober 2021 Verkäufe: + 1.040.000                       |
| 2021 | Broadway Girls 7220                        | — | US14 ×5Fünffachplatin · (20 Wo.)US                                                                                                  | R&B1 (20 Wo.)R&B | Erstveröffentlichung: 17. Dezember 2021 Verkäufe: + 5.400.000; feat. Morgan Wallen |
| 2022 | Ahhh Ha 7220                               | UK99 (1 Wo.)UK | US18 ×2Doppelplatin · (11 Wo.)US | R&B4 (18 Wo.)R&B | Erstveröffentlichung: 22. Februar 2022 Verkäufe: + 2.080.000                       |
| 2022 | Golden Child 7220                          | — | US34 Gold · (2 Wo.)US | R&B12 (3 Wo.)R&B | Erstveröffentlichung: 10. März 2022 Verkäufe: + 500.000                            |
| 2022 | Computer Murderers 7220 (Reloaded Edition) | — | US61 (1 Wo.)US | R&B16 (2 Wo.)R&B | Charteinstieg: 2. April 2022                                                       |
| 2022 | Did Shit To Me 7220 (Deluxe Edition)       | — | US95 (1 Wo.)US | R&B30 (1 Wo.)R&B | Charteinstieg: 9. Juli 2022 feat. Doodie Lo                                        |
| Folgende Lieder erschienen nicht als Single, wurden aber durch das Album zum Download und Streaming bereitgestellt und konnten somit eine Platzierung erlangen: |                                            | | | |                                                                                    |
| |                                            | | | |                                                                                    |
| 2022 | What Happened to Virgil 7220               | UK70 (1 Wo.)UK | US22 ×2Doppelplatin · (20 Wo.)US | R&B6 (20 Wo.)R&B | Charteinstieg: 24. März 2022 Verkäufe: + 2.080.000; feat. Gunna                    |
| 2022 | No Interviews 7220                         | UK85 (1 Wo.)UK | US30 Gold · (3 Wo.)US | R&B11 (4 Wo.)R&B | Charteinstieg: 24. März 2022 Verkäufe: + 500.000                                   |
| 2022 | Petty Too 7220                             | — | US26 Platin · (4 Wo.)US | R&B9 (7 Wo.)R&B | Charteinstieg: 26. März 2022 Verkäufe: + 1.040.000; feat. Future                   |
| 2022 | Barbarian 7220                             | — | US48 Gold · (2 Wo.)US | R&B16 (3 Wo.)R&B | Charteinstieg: 26. März 2022 Verkäufe: + 500.000                                   |
| 2022 | Shootout @ My Crib 7220                    | — | US53 (1 Wo.)US | R&B17 (2 Wo.)R&B | Charteinstieg: 26. März 2022                                                       |
| 2022 | Started From 7220                          | — | US55 (1 Wo.)US | R&B18 (2 Wo.)R&B | Charteinstieg: 26. März 2022                                                       |
| 2022 | Headtaps 7220                              | — | US58 Gold · (1 Wo.)US | R&B19 (2 Wo.)R&B | Charteinstieg: 26. März 2022 Verkäufe: + 500.000                                   |
| 2022 | Smoking & Thinking 7220                    | — | US60 Gold · (2 Wo.)US | R&B20 (3 Wo.)R&B | Charteinstieg: 26. März 2022 Verkäufe: + 500.000                                   |
| 2022 | Grow Up/Keep It on Speaker 7220            | — | US65 (1 Wo.)US | R&B22 (1 Wo.)R&B | Charteinstieg: 26. März 2022                                                       |
| 2022 | Blocklist 7220                             | — | US69 Gold · (1 Wo.)US | R&B25 (1 Wo.)R&B | Charteinstieg: 26. März 2022 Verkäufe: + 500.000                                   |
| 2022 | Difference Is 7220                         | — | US73 Gold · (1 Wo.)US | R&B27 (2 Wo.)R&B | Charteinstieg: 26. März 2022 Verkäufe: + 500.000; feat. Summer Walker              |
| 2022 | Federal Nightmares 7220                    | — | US85 (1 Wo.)US | R&B35 (1 Wo.)R&B | Charteinstieg: 26. März 2022                                                       |
| 2022 | Love Dior Banks 7220                       | — | — | R&B47 (1 Wo.)R&B | Charteinstieg: 26. März 2022                                                       |
| 2022 | Burglars & Murderers 7220 (Deluxe Edition) | — | US91 Gold · (1 Wo.)US | R&B27 (1 Wo.)R&B | Charteinstieg: 9. Juli 2022 Verkäufe: + 500.000; feat. EST Gee                     |
| 2022 | Hear It Back 7220 (Deluxe Edition)         | — | US— GoldUS | R&B39 (1 Wo.)R&B | Charteinstieg: 9. Juli 2022 Verkäufe: + 500.000; feat. Moneybagg Yo                |

## Kommerzieller Erfolg

### Chartplatzierungen
| ChartsChartplatzierungen       | Höchstplatzierung | Wochen |
| ------------------------------ | ----------------- | ------ |
| Schweiz (IFPI)                 | 40 (1 Wo.)        | 1      |
| Vereinigtes Königreich (OCC)   | 6 (7 Wo.)         | 7      |
| Vereinigte Staaten (Billboard) | 1 (168 Wo.)       | 168    |
| Vereinigte Staaten (R&B)       | 1 (82 Wo.)        | 82     |

| ChartsJahrescharts (2022)      | Platzierung |
| ------------------------------ | ----------- |
| Vereinigte Staaten (Billboard) | 13          |
| Vereinigte Staaten (R&B)       | 5           |

| ChartsJahrescharts (2023)      | Platzierung |
| ------------------------------ | ----------- |
| Vereinigte Staaten (Billboard) | 63          |
| Vereinigte Staaten (R&B)       | 28          |

| ChartsJahrescharts (2024)      | Platzierung |
| ------------------------------ | ----------- |
| Vereinigte Staaten (Billboard) | 139         |

### Auszeichnungen für Musikverkäufe
| Land/Region                  | Auszeichnungen für Musikverkäufe (Land/Region, Auszeichnung, Verkäufe) | Verkäufe  |
| ---------------------------- | ---------------------------------------------------------------------- | --------- |
| Kanada (MC)                  | Platin                                                                 | 80.000    |
| Vereinigte Staaten (RIAA)    | 2× Platin                                                              | 2.000.000 |
| Vereinigtes Königreich (BPI) | Silber                                                                 | 60.000    |
| Insgesamt                    | 1× Silber · 3× Platin ·                                                | 2.140.000 |